# Kamienica przy placu Wolności 8 w Katowicach
Kamienica przy placu Wolności 8 w Katowicach – zabytkowa narożna kamienica, położona przy placu Wolności 8 (róg z ulicą Gliwicką) w Katowicach, w granicach dzielnicy Śródmieście. Wzniesiono ją pod koniec XIX wieku w stylu neobarokowym. 

## Historia

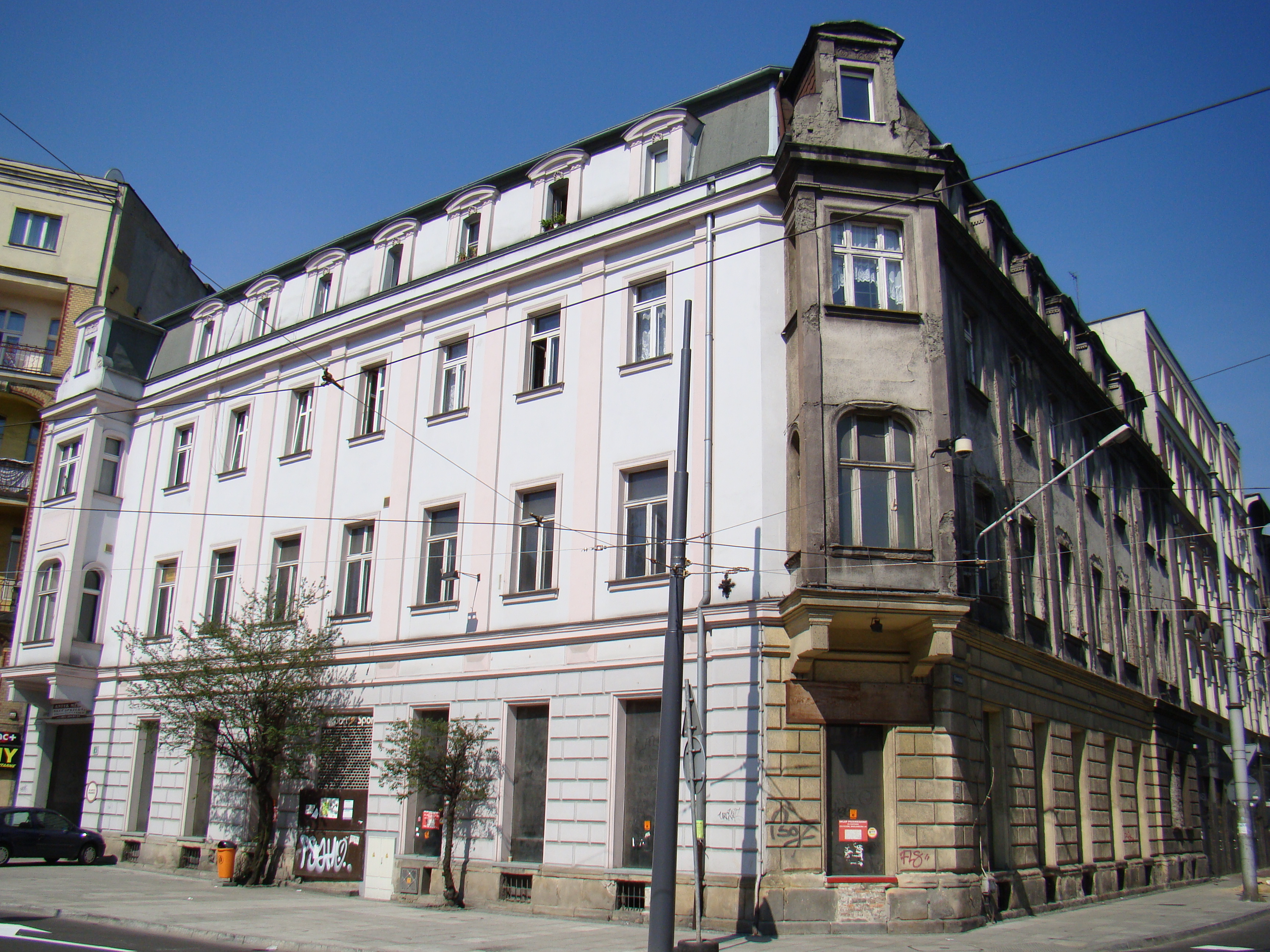
Kamienica w lipcu 2014 roku; przed remontem fasady od ulicy Gliwickiej

Kamienicę wzniesiono pod koniec XIX wieku (jedno ze źródeł podaje 1887 rok, inne - 1896 rok). 
W 1935 roku kamienica była własnością Izby Handlowej. Zamieszkiwały ją wówczas osoby różnej profesji, w tym konsul francuski Emmanuel Lancial, a gmach był także siedzibą licznych instytucji. Swoją placówkę miały tutaj wówczas: Związek Gospodarczy Lekarzy Polaków Województwa Śląskiego, Polskie Towarzystwo Inżynierów i Techników, Śląskie Koło Naukowej Organizacji, Sekcja Gospodarcza w Katowicach, Związek Teatrów Świetlnych, Polski Związek Towarzystw Kupieckich Województwa Śląskiego, Związek Byłych Więźniów Niepodległościowych oraz Związek Restauratorów, Właścicieli Kawiarń i Hoteli na Górnym Śląsku. Funkcjonujący w kamienicy Polski Związek Towarzystw Kupieckich Województwa Śląskiego zrzeszał 26 oddziałów, a jego prezesm był Walenty Jerzykiewicz. Związek Restauratorów, Właścicieli Kawiarń i Hoteli na Górnym Śląsku zrzeszał 1097 przedsiębiorstw hotelarskich i gastronomicznych na terenie województwa śląskiego. Organizacja miała 8 oddziałów, a jej sekretarzem był Mieczysław Stopczyński.
Kamienica była pierwszą siedzibą Śląskiej Okręgowej Izby Lekarskiej, która rozpoczęła działalność 5 maja 1935 roku. Jej prezesem był dr Ignacy Nowak, a wiceprezesem dr Maksymilian Wilimowski. W 1948 roku w budynku swoje biuro miało Przymusowe Zrzeszenie Przemysłu Prywatnego. Jego prezesem był Tadeusz Rabek.
14 września 1990 roku kamienica została wpisana do rejestru zabytków nieruchomych województwa katowickiego pod numerem A/1413/90 (obecnie pod numerem A/1587/25). Ochroną objęto cały budynek. W 2009 roku została ona zmodernizowana.
Kamienica według stanu z września 2016 roku była własnością wspólnoty mieszkaniowej. W systemie REGON w połowie lipca 2023 roku były zarejestrowane 3 podmioty gospodarcze z siedzibą przy placu Wolności 8.

## Charakterystyka
Narożna kamienica położona jest przy placu Wolności 8 (róg z ulicą Gliwicką) w Katowicach, w zachodniej części dzielnicy Śródmieście, w zachodniej pierzei zwartej zabudowy placu.
Jest to budynek murowany z cegły i pokryty tynkiem, zwieńczony dachem dwuspadowym mansardowym. Powierzchnia użytkowa kamienicy wynosi 1 897,75 m², a powierzchnia zabudowy 642 m². Liczy 4 kondygnacje nadziemne i 1 podziemną. Architektonicznie reprezentuje styl neobarokowy. Znaczące detale architektoniczne kamienicy tworzą: wykusze, facjaty i obramienia okienne.
Kamienica prócz wpisu do rejestru zabytków nieruchomych chroniona jest wpisem do gminnej ewidencji zabytków miasta Katowice.